# Randuagung (Singosari)
Randuagung is een bestuurslaag in het regentschap Malang van de provincie Oost-Java, Indonesië. Randuagung telt 13.630 inwoners (volkstelling 2010).